# Maxi Priest

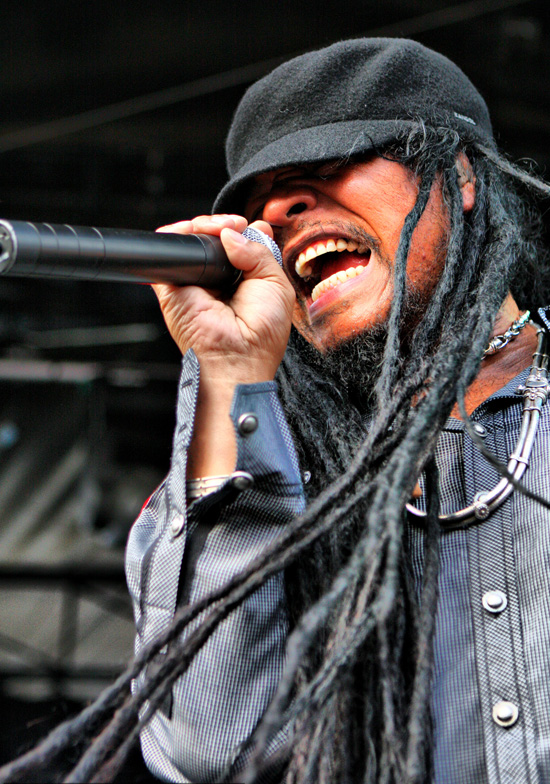
Maxi Priest (2011)

Maxi Priest, artiestennaam van Max Alfred Elliott (Lewisham, 10 juni 1961), is een Brits reggaezanger. Hij had in Nederland hits met Close to You (vierde in de Nederlandse Top 40, 1990), Wild World (zevende plaats, 1988) en Some Guys Have All the Luck (elfde plaats, 1987).

## Biografie
Elliotts ouders waren immigranten die van Jamaica naar Engeland verhuisden. Hij groeide daar op als een na jongste in een gezin met negen kinderen. Elliotts oom Jacob Miller was de zanger van de reggaegroep Inner Circle. Zijn zoon Ryan was lid van de boyband Ultimate Kaos.
Elliott vierde zijn (commercieel) grootste succes in de Verenigde Staten. Close to You bereikte daar in 1990 de eerste plaats van de Billboard Hot 100. Hij was daarmee na UB40 (met Red Red Wine in 1988 en met de cover Can't Help Falling in Love in 1993) de tweede Britse reggae-artiest die dit lukte. De single Should I haalde de eerste plaats in Jamaica.
Behalve solo werkte Elliott samen met onder meer Sly and Robbie, Shaggy (aan That Girl), Apache Indian (aan Feel It fe Real) en Shabba Ranks (aan Housecall). Hij draagt de bijnaam The King of Lovers Rock (lovers rock is een romantische substroming binnen de reggaemuziek).

## Albums
- You're Safe (1985)
- Intentions (1986)
- Maxi Priest (1988)
- Bonafide (1990)
- Fe Real (1992)
- Man with the Fun (1996)
- Maxi Priest: The best of (1998, een compilatie-cd, maar met enkele niet eerder uitgebrachte nummers)
- CombiNation (1999)
- 2 the Max (2005)
- Refused (2007)

## Trivia
- In de animatieserie South Park loopt een naar Maxi Priest vernoemd personage rond genaamd Priest Maxi.